# Liste des accidents ferroviaires en France en 1911
Pour des articles plus généraux, voir Liste des accidents ferroviaires en France, Liste des accidents ferroviaires en France au XXe siècle et Liste des accidents ferroviaires en France dans les années 1910.
La liste des accidents ferroviaires en France en 1911, est une liste non exhaustive, chronologique.

## Janvier
- 15 janvier 1911 - Vers 14 heures 15, sur la ligne de Vire à Romagny[1], près de Saint-Germain-de-Tallevende, un train de voyageurs se dirigeant vers Saint-Hilaire-du-Harcouët tamponne un train de ballast. Bilan : trois morts et neuf blessés, dont cinq décèderont les jours suivants, tous employés du réseau de l'Ouest-État[2].
- 28 janvier 1911 - À Ailly-sur-Noye, entre Creil et Amiens, à 5 heures, une collision entre deux trains de marchandises fait un mort: le garde-frein du train tamponné[3].

## Février
- 14 février 1911 - À l'entrée de la gare de Courville (Eure-et-Loir), sur la ligne Paris-Le Mans, vers 18 heures 30, le rapide Paris-Rennes prend en écharpe un train de marchandises coupant les voies principales et se renverse. Les deux trains sont heurtés à faible vitesse par l'omnibus Guingamp-Paris quittant au même moment la gare. Un incendie se déclare dans les voitures disloquées du rapide, dont certaines sont encore éclairés au gaz. On dénombrera au moins douze morts et une vingtaine de blessés, dont plusieurs succomberont les jours suivants[4]. Venant après une série d'accidents graves sur le réseau de l'Ouest-État, cette nouvelle catastrophe suscitera des débats animés au Parlement[5] et provoquera une réorganisation du réseau[6].

- 14 février 1911 - Sur le réseau privé de la Compagnie des mines de Béthune, à 14 heures, la collision dans le brouillard d'un convoi de charbon et d'un train de mineurs fait deux morts et vingt blessés[7].

## Mars
- 8 mars 1911 - À Vincennes (Val-de-Marne), sur la ligne dite de la Bastille, vers 7 heures, des ouvriers procédant à des travaux de réfection dans un tunnel passant sous la ville se garent sur la voie opposée lors du passage d'un train se dirigeant vers Fontenay-sous-Bois, mais, gênés par le bruit et la fumée du convoi, sont surpris par l'arrivée d'un autre arrivant en sens contraire de Nogent-sur-Marne, qui les percute, faisant trois morts et sept blessés[8].
- 14 mars 1911 - À l'entrée en gare du Gâvre, sur la ligne de Sablé à Saint-Nazaire, un train de marchandises pour Sablé déraille vers 15 heures 15 sur un aiguillage. Le conducteur[9] du train et la femme du chef de gare sont tués[10].

## Mai
- 30 mai 1911 - Sur la ligne de Valence-d'Albigeois à Albi des Chemins de fer départementaux du Tarn, vers 8 heures, un train spécial de 200 à 300 jeunes filles se rendant de Valence-d'Albigeois au pèlerinage local de Notre-Dame de la Drèche[11] est arrêté à la halte des Combalets pour se ravitailler en eau lorsqu'il est percuté par le train régulier qui le suit. Dans le choc, une voiture du train tamponné escalade et écrase celle qui la précède. L'accident fera trois morts et dix blessés, pour l'essentiel de très jeunes enfants[12].

## Juin
- 5 juin 1911 - Peu après la gare d'Audun-le-Roman, sur la ligne de Mohon à Thionville, un train de marchandises allant à Longuyon déraille. Vingt wagons sont détruits, le chef de train est tué[13].
- 26 juin 1911 - À Charleville (Ardennes), vers 19 heures, une locomotive haut-le-pied venant d'Hirson prend en écharpe un tramway venant de Mohon chargé d'ouvriers. La collision fait deux morts et trois blessés[14].

## Juillet
- 7 juillet 1911 - L'Express du Havre à Paris déraille près de la gare de Mantes, entre les ponts de Magranville et de Dammartin. Le convoi, remorqué par la locomotive 230-583, était composé de dix-huit véhicules, voitures et fourgons. La locomotive fait brusquement un bond de la voie de Poissy sur celle d'Argenteuil. Les raisons restent inconnues au jour de l'accident. Le déraillement du rapide 120 ne fait que sept blessés, alors que le spectacle des voitures détruites aurait pu laisser penser à de nombreux morts[15].
- 11 juillet 1911 - Peu après Ruffec, vers 18 heures 30, à l'entrée en gare de Saint-Saviol, la locomotive et les trois premières voitures du Sud-Express remontant en retard vers Paris, déraillent après avoir heurté une machine haut-le-pied manœuvrant sur la voie principale, dont le mécanicien est tué après avoir vainement tenté un ultime acte d'héroïsme pour éviter la collision[16]. Quatre voyageurs du rapide sont blessés[17].

## Octobre
- 9 octobre 1911 - Près de la gare d'Ougney-Douvot, sur la ligne Dijon-Belfort, vers 2 heures, un train de marchandises venant de Baume-les-Dames s'arrête à temps devant des rochers tombés sur la voie, mais est percuté par le convoi suivant. Les deux chefs de trains sont tués, et d'autres cheminots sont blessés[18].

## Novembre
- 3 novembre 1911 - Sur la ligne de Sablé à Montoir-de-Bretagne, le chef de gare de Campbon laisse par erreur entrer sur la section à voie unique subsistant entre cette gare et celle de Bouvron un train de marchandises allant vers Chateaubriand, alors qu'un autre en direction de Saint-Nazaire y est déjà engagé. La collision frontale qui s'ensuit fera quatre morts (un mécanicien, un chauffeur, un chef de train et un serre-frein) et deux blessés graves (un mécanicien et un chauffeur)[19].
- 23 novembre 1911 - Sur la ligne de Loudun à Angers-Maître-École, près de Montreuil-Bellay, Maine-et-Loire, à 7 heures, l'effondrement de la pile centrale d'un pont métallique précipite l'omnibus Angers-Poitiers, tiré par deux machines, dans les eaux du Thouet en crue. Après neuf heures d'efforts, onze voyageurs réfugiés sur le toit d'une voiture seront sauvés, mais on dénombrera seize morts et une trentaine de blessés[20].

## Décembre
- 4 décembre 1911 - Sur la ligne de Saint-Germain-des-Fossés à Darsac, vers 9 heures, rencontre frontale dans un tunnel situé après la gare d'Olliergues, entre un train omnibus se rendant à Ambert et une locomotive haut-le-pied venant de la gare de Vertolaye, dont le chauffeur et le mécanicien sont tués. L'accident fera également sept blessés, dont un décèdera peu après[21]. On reprochera au chef de gare d'Olliergues d'avoir ouvert la voie au train de voyageurs en retard alors qu'une machine y était déjà engagée[22].
- 10 décembre 1911 - À Paris, à l'entrée de la Gare du Nord, un express venant de Hirson et Soissons est pris en écharpe par une machine haut-le-pied rentrant au dépôt de La Chapelle, qui éventre ses deux dernières voitures, faisant quatre morts et dix blessés[23].